# Giacomo Candido
Giacomo Candido (* um 1566 in Syrakus; † August 1608) war ein italienischer römisch-katholischer Bischof.
Candido war Priester und Doktor der Theologie und beider Rechte. Er wurde am 13. November 1606 zum Bischof von Lacedonia ernannt und am 19. November in Rom vom Lateinischen Patriarchen von Jerusalem Fabio Biondi zum Bischof geweiht, assistiert von Angelo Rocca, dem Gründer der Biblioteca Angelica.